# Lettere (Nápoles)
Lettere é uma comuna italiana da região da Campania, província de Nápoles, com cerca de 5.606 habitantes. Estende-se por uma área de 12 km², tendo uma densidade populacional de 467 hab/km². Faz fronteira com Angri (SA), Casola di Napoli, Corbara (SA), Gragnano, Ravello (SA), Sant'Antonio Abate, Tramonti.

## Demografia
| Variação demográfica do município entre 1861 e 2011                               |
|                                                                                   |
| Fonte: Istituto Nazionale di Statistica (ISTAT) - Elaboração gráfica da Wikipedia |